# وارن اسپرات
وارن اسپرات (انگلیسی: Warren Sprout; ۳ فوریهٔ ۱۸۷۴ – ۲۳ اوت ۱۹۴۵) تیرانداز اهل ایالات متحده آمریکا بود.
وی در مسابقات کشوری و بین‌المللی در مجموع برندهٔ ۱ مدال طلا، ۲ مدال برنز شده‌است.